# Sainte-Juliette-sur-Viaur
Sainte-Juliette-sur-Viaur is een gemeente in het Franse departement Aveyron (regio Occitanie) en telt 484 inwoners (2004). De plaats maakt deel uit van het arrondissement Rodez.

## Geografie
De oppervlakte van Sainte-Juliette-sur-Viaur bedraagt 17,0 km², de bevolkingsdichtheid is 28,5 inwoners per km².

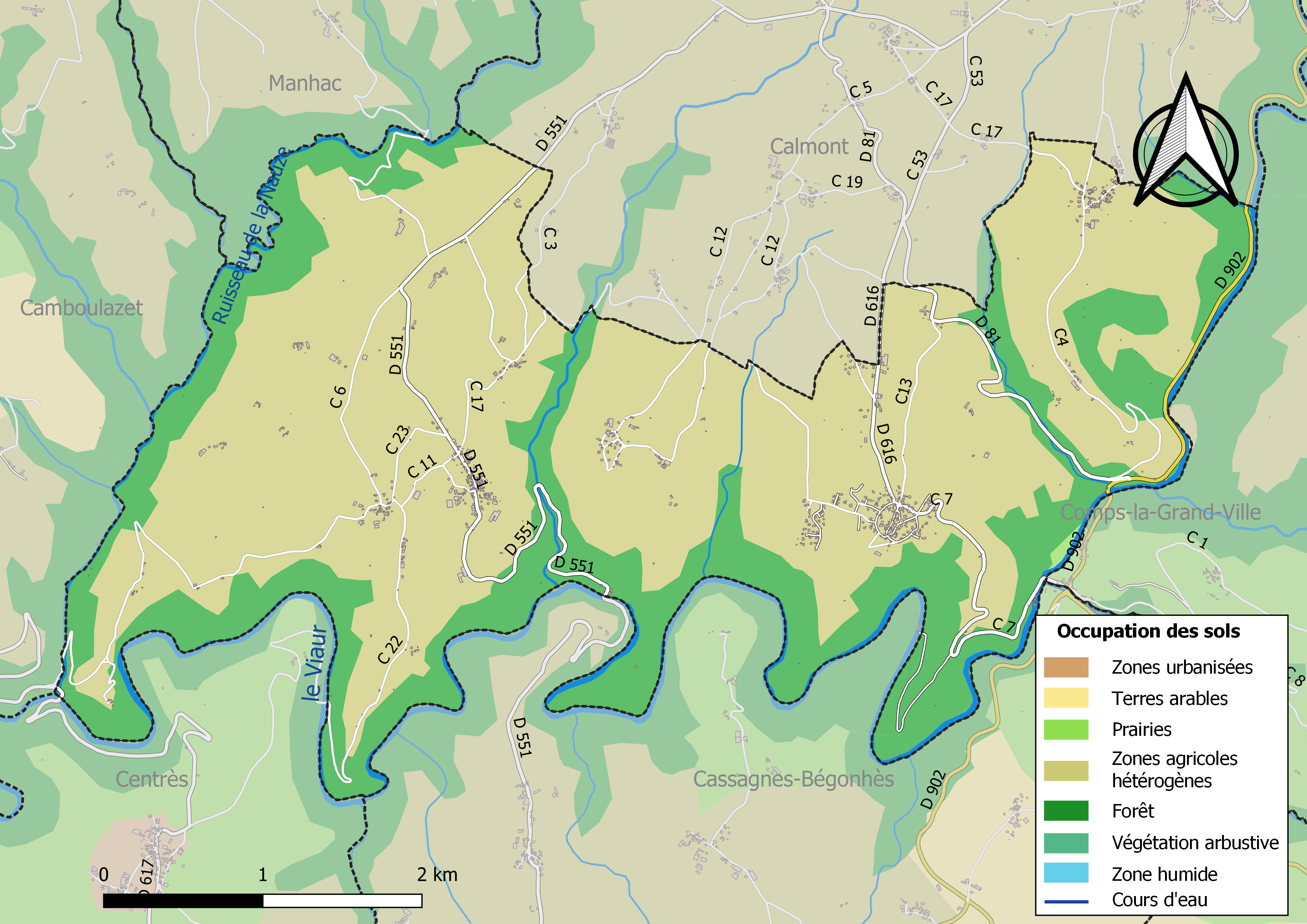
Kaart van de gemeente met de belangrijkste infrastructuur, bodemgebruik en omliggende gemeenten

## Demografie
Onderstaande figuur toont het verloop van het inwonertal (bron: INSEE-tellingen).

Vanwege een beveiligingsprobleem met de MediaWiki Graph-software is het momenteel niet mogelijk deze grafiek weer te geven. Zodra de software is bijgewerkt zal de grafiek vanzelf weer zichtbaar worden.